# Wintersdorf (Zirndorf)

Ehemalige Sparkasse mit Glockenturm

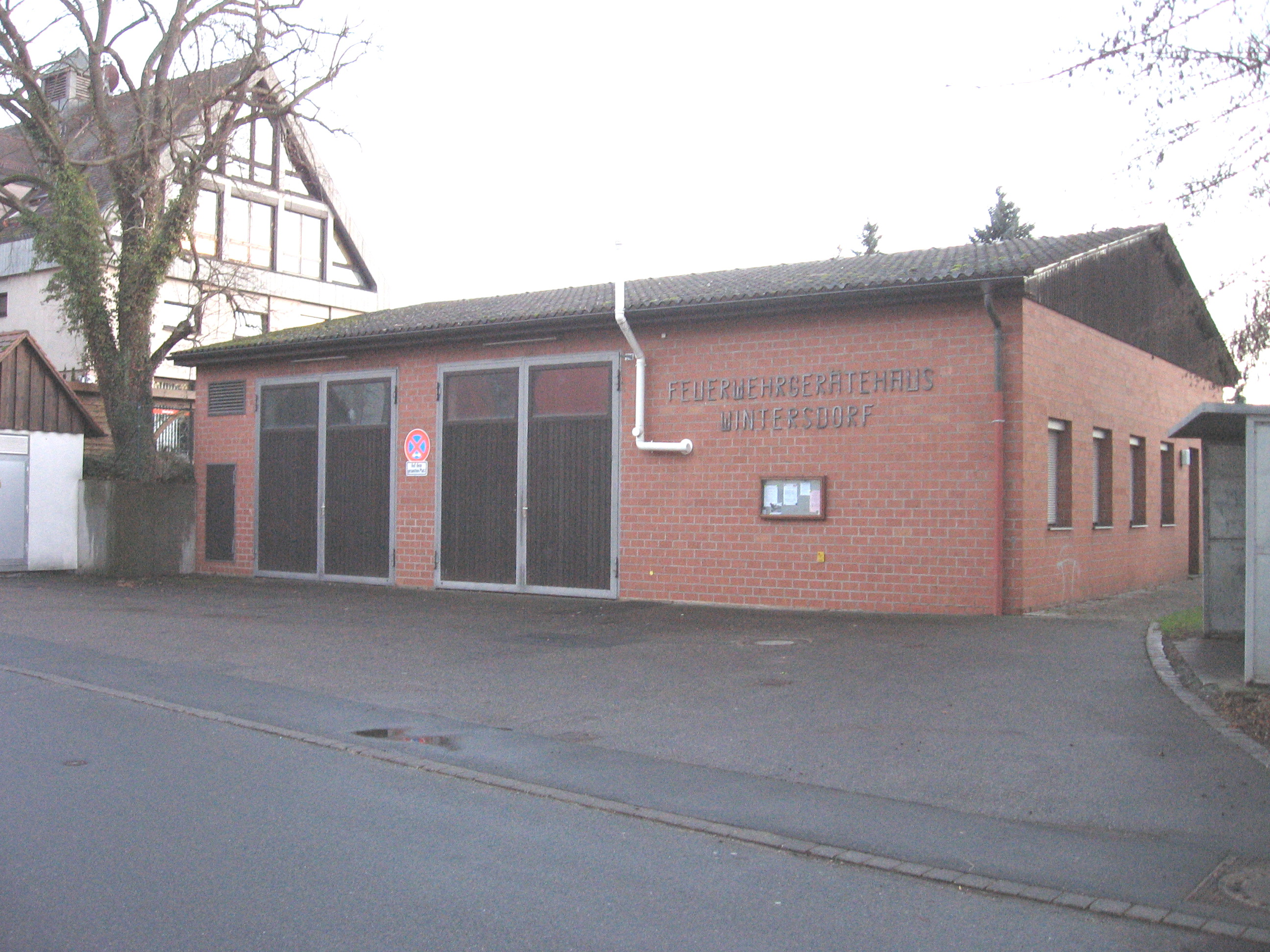
Feuerwehrhaus

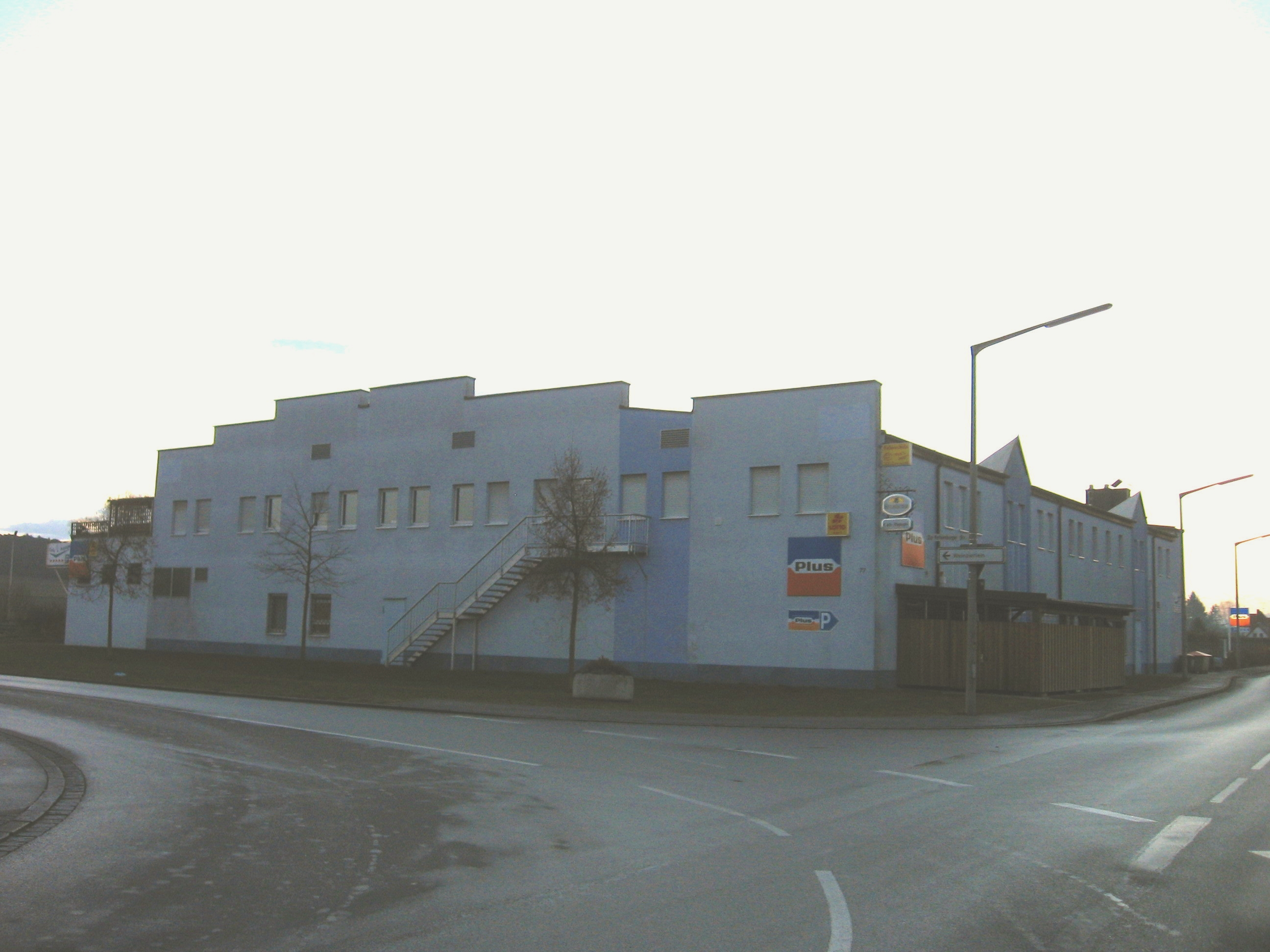
Einkaufszentrum (heute Baumarkt)

Wintersdorf (fränkisch: Windeasch-doaf) ist ein Gemeindeteil der Stadt Zirndorf im Landkreis Fürth (Mittelfranken, Bayern). Wintersdorf liegt in der Gemarkung Leichendorf.

## Geographie
Das Dorf liegt am Südufer der Bibert und bildet mit dem westlich gelegenen Weinzierlein eine geschlossene Siedlung und ist unmittelbar von Acker- und Grünland umgeben. 0,5 km nördlich liegt das Waldgebiet Auf der Blöße.

## Geschichte
Archäologische Funde im Nachbarort Weinzierlein, nämlich die Hügelgräber im Erlach belegen, dass das Gebiet bereits gegen 1000 v. Chr. besiedelt war.
Die erste urkundliche Erwähnung erfolgte 1295, als Albert und Hartmann Rindesmuli Güter in „Winterstorff“ an Ulrich von Trockau als Eigen übergeben hatte.
Das Bestimmungswort des Ortsnamens ist der Personenname „Winidhari“ (= der Wende). Der Nürnberger Burggraf Friedrich IV. schenkte 1321 aus seinem Besitz in „Winterstorf“ zum Altar des hl. Clemens und Basilius bestimmte Novalzinsen. Ritter Marquard Rindmawl übereignete 1370 Herrn Michel Grundherr einen Hof in „Winterstorf“. Im Bergischen Reichslehenbuch steht 1396: „Hans Carl hat empfangen ein Mul (Mühle) zu Winterdorff“. „Winterdorff“ gehörte 1413 dem burggräflichen Amt in Roßtal an, allerdings wurde es als „nürnbergerisch“ bezeichnet, soweit es die Untertanen betrifft. „Winttersdorf“ wurde 1430 im Verzeichnis der Pfarrei Zirndorf geführt.
Über das Dorf wurde um 1504 niedergeschrieben: „Winttersßdorff, ein Weiler, Nürnbergisch, fraisch Zenn“. Im Salbuch des Klosters Pillenreuth taucht Wintersdorf im Jahre 1532 auf: ansbachisch: drei Höfe; nürnbergisch: ein Schenkstatt mit Hof, ein Bauernhof, zusätzlich Niederschrift „Wintersdorff get zu lehen vom Reich“.
Die meisten Dörfer in der unmittelbaren Umgebung zur Alten Veste wurden 1632 im Dreißigjährigen Krieg von den Truppen Wallensteins bei deren Rückzug zerstört. Wintersdorf wurde völlig zerstört und lange aufgegeben. Mit dem Wiederaufbau wurde erst wieder 1657 begonnen.
1750 wurden drei nürnbergische und vier ansbachische Anwesen gezählt.
Gegen Ende des 18. Jahrhunderts gab es in Wintersdorf 9 Anwesen. Das Hochgericht und die Dorf- und Gemeindeherrschaft übte das brandenburg-ansbachische Richteramt Roßtal aus. Grundherren waren das Kastenamt Cadolzburg (2 Höfe, 1 Wirtshaus, 1 Gemeindehirtenhaus), die Reichsstadt Nürnberg: St.-Klara-Klosteramt (1 Hof), Schlüsselfelder-Stiftung (1 Wirtshaus), Nürnberger Eigenherren: von Kreß (1 Hof, 1 Wirtshaus), von Welser (1 Gut). 1804 gab es im Ort sieben Anwesen, von denen vier ansbachisch und drei nürnbergisch waren.
Von 1797 bis 1808 unterstand der Ort dem Justiz- und Kammeramt Cadolzburg. Im Rahmen des Gemeindeedikts wurde Wintersdorf dem 1808 gebildeten Steuerdistrikt Leichendorf zugeordnet. Es gehörte auch der im selben Jahr gegründeten Ruralgemeinde Leichendorf an.
1970 wurde in Gemeinschaftsarbeit der Vereine ein Vereinsheim errichtet.
Im Rahmen der Gebietsreform in Bayern wurde Wintersdorf am 1. Januar 1976 nach Zirndorf eingemeindet.
1978 erfolgte der Neubau des Kindergartens durch die Arbeiterwohlfahrt. 1980 wurde ein neues Feuerwehrhaus eingeweiht. Durch das in den 1980er Jahren errichtete Neubaugebiet Bibertsiedlung stieg die Einwohnerzahl stark an. 1995 wurde ein kleines Einkaufszentrums mit Arztpraxen eröffnet.

### Baudenkmäler
In Wintersdorf gibt es drei Baudenkmäler:
- Ansbacher Str. 21: Hofeinfahrt
- Frankenwaldstr. 4a, 6: Wohnstallhaus
- Seewaldstraße 9: Bauernhof

### Einwohnerentwicklung
| Jahr      | 001818 | 001840 | 001861 | 001871 | 001885 | 001900 | 001925 | 001950 | 001961 | 001970 | 001987 | 002007 |
| Einwohner | 70     | 106    | 103    | 113    | 101    | 95     | 138    | 412    | 578    | 727    | 921    | 1489   |
| Häuser    | 14     | 17     |        |        | 20     | 23     | 31     | 50     | 99     |        | 228    |        |
| Quelle    | [ 13 ] | [ 14 ] | [ 15 ] | [ 16 ] | [ 17 ] | [ 18 ] | [ 19 ] | [ 20 ] | [ 21 ] | [ 22 ] | [ 23 ] |        |

## Religion

Koptisch-Orthodoxe Kapelle

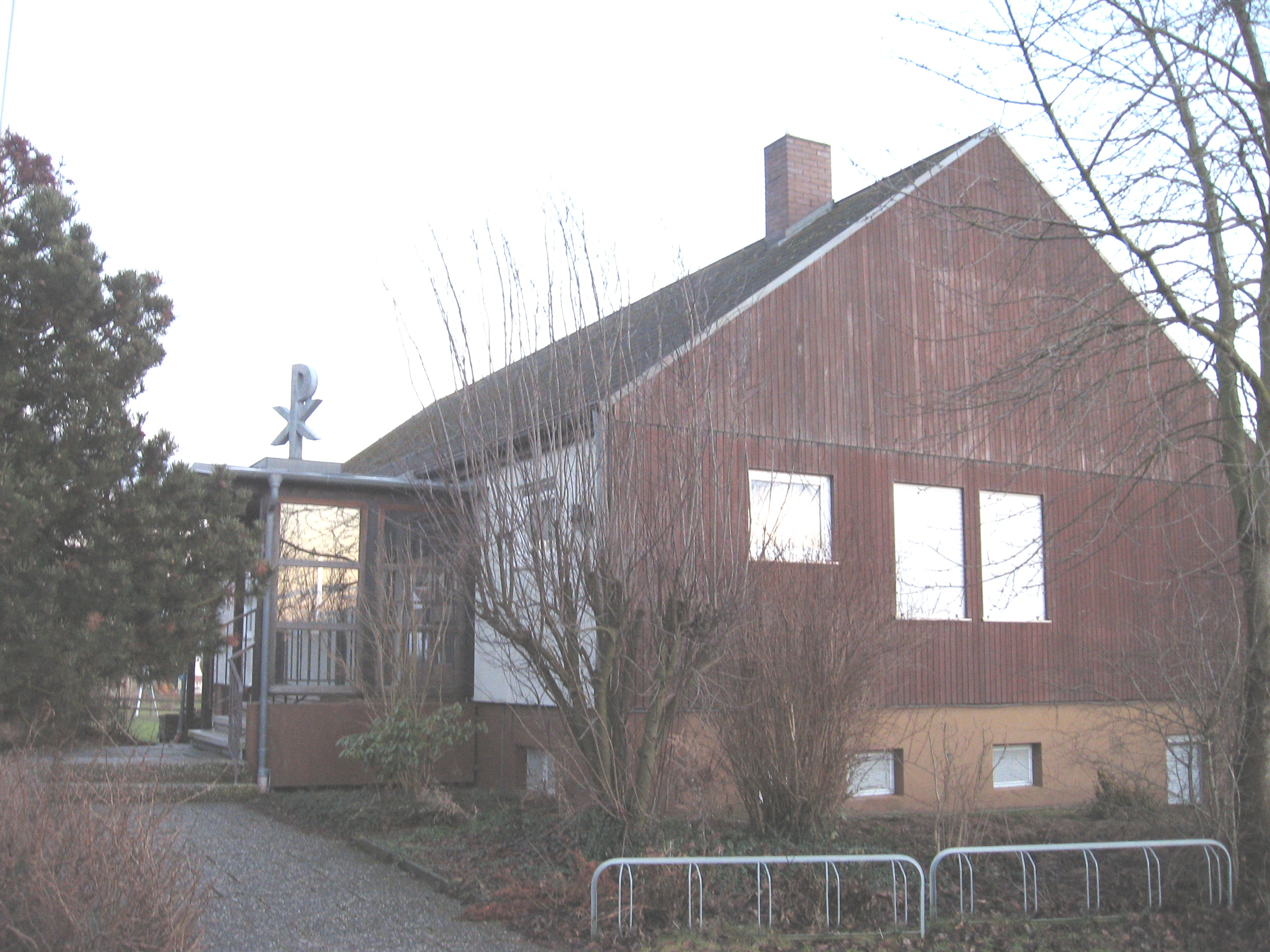
Evangelisches Gemeindehaus

Der Ort ist seit der Reformation evangelisch-lutherisch geprägt und bis heute nach St. Rochus (Zirndorf) gepfarrt. Die Einwohner römisch-katholischer Konfession sind nach St. Josef (Zirndorf) gepfarrt. 1975 wurde die katholische „Bruder-Klaus-Kapelle“ (Namenspatron Niklaus von Flüe) errichtet, die seit einiger Zeit der Koptisch-orthodoxen Kirche gehört und nun Maria und dem Erzengel Michael geweiht ist. Des Weiteren gibt es ein evangelisches Gemeindehaus.

## Brauchtum
Jeweils am zweiten Wochenende im Monat Juli ist in Wintersdorf Kärwa, eine traditionelle fränkische Kirchweih mit Bierzelt, Baumaufstellen, Betzentanz, Schieß- und Süßigkeitenbude, Schiffschaukel und Kinderkarussell. Eine Zeit über wurde die Kärwa ins Vereinsheim des ortsansässigen Sportverein verlagert. Weiterhin Bestand hatten jedoch das Baumaufstellen sowie das Fischerstechen, während die Schausteller nur noch mit Buden vertreten sind. Seit der Gründung des „Dorfverein Wintersdorf“ e. V. im Jahr 2024 liegt der Veranstaltungsort jedoch wieder am Dorfplatz.
Am 7. Juni 1985 wurde das rekonstruierte Wasserrad an der Bibert in Betrieb genommen. Das tiefschlächtige Wasserrad befindet sich an der Bibert in der Nähe des Kindergartens an der Frankenstraße. Dieses entspricht in der Bauart den Wasserschöpfrädern an der Regnitz und wird jeden Winter ab- und im Frühjahr wieder aufgebaut. Hier wird auch das traditionelle Fischerstechen ausgetragen, das im Rahmen der Wintersdorfer Kirchweih stattfindet.

## Schule

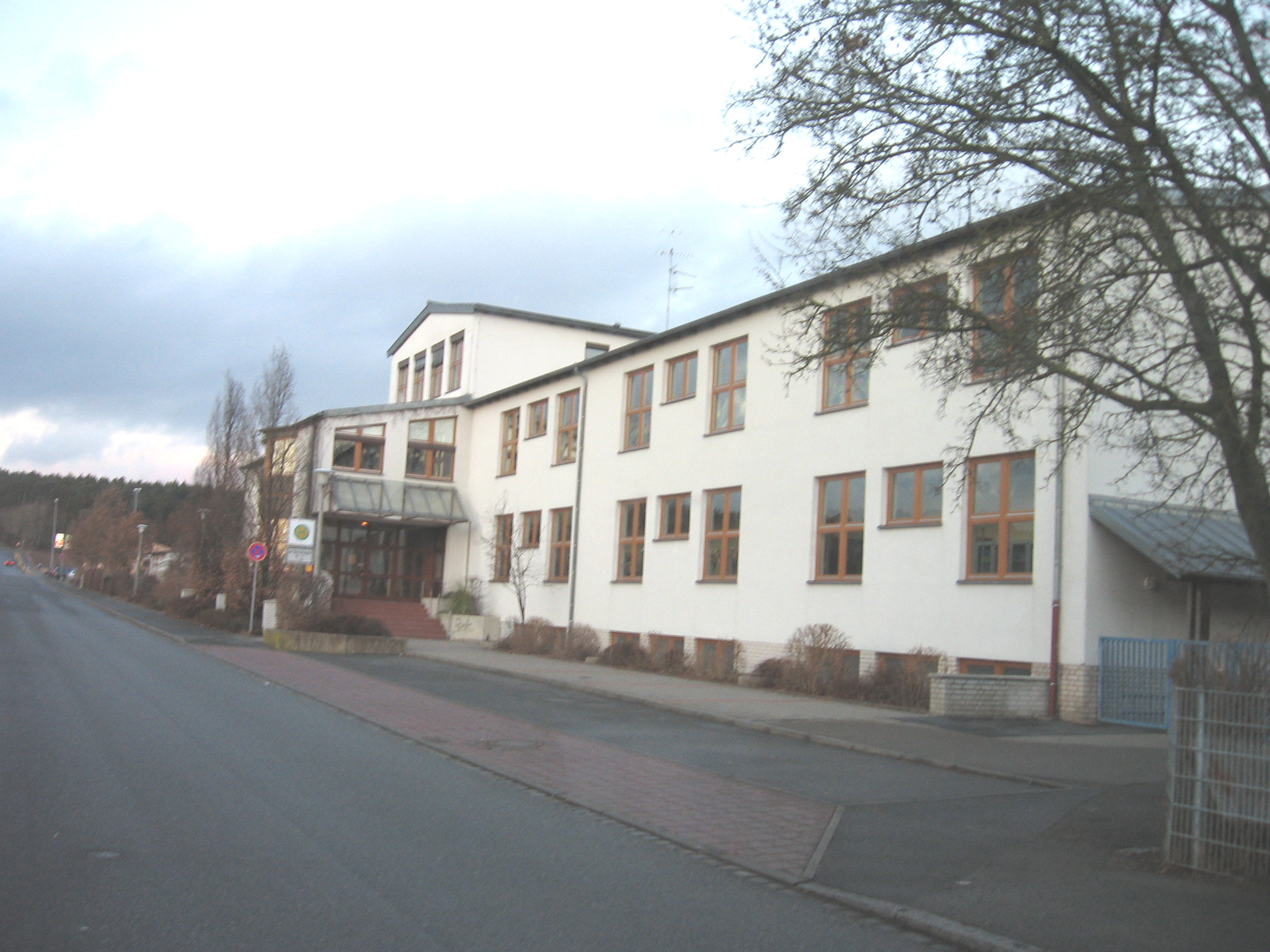
Volksschule

Die bayerische Landesregierung genehmigte 1896 die Bildung eines eigenen Schulsprengels für die Orte Bronnamberg, Leichendorf und Weinzierlein. 1898 wurde das erste Schulgebäude errichtet, später sollte es als Rathaus genutzt werden. 1957 wurde das neue Schulgebäude in der Frankenstraße eingeweiht, der Schulsprengel wurde 1969 um die Orte Anwanden, Lind erweitert. Im Jahre 1982 wurde das neue Sparkassengebäude gebaut und deshalb das alte Schulhaus abgerissen. Umbau und Renovierung des Schulgebäudes erfolgte in den Jahren 1991 und 1992.
Die Volksschule Zirndorf-Wintersdorf war bis 2002 eine Schuleinrichtung mit Grund- und Hauptschule, dies ist nun durch die zuständige Schulbehörde geändert worden. In Wintersdorf befindet sich nur noch die „Bibert-Grundschule“, die Hauptschüler des Schulsprengels besuchen die Hauptschule in Zirndorf. Im Schuljahr 2007/08 gab es die letzte Abschlussklasse.

## Vereine und Veranstaltungen
- Der ansässige Sportverein ist der ASV Weinzierlein Wintersdorf, der vor allem im Fußballbereich aktiv ist.
- Der Schützenverein Wintersdorf besteht seit 1955 und widmet sich dem sportlichen Schießen.
- Seit dem 22. März 2024 besteht der Dorfverein Wintersdorf e. V., der sich der Organisation verschiedener Orts- und Gemeinschaftsevents wie zum Beispiel der ortsansässigen Kärwa, widmet.[26]

## Verkehr

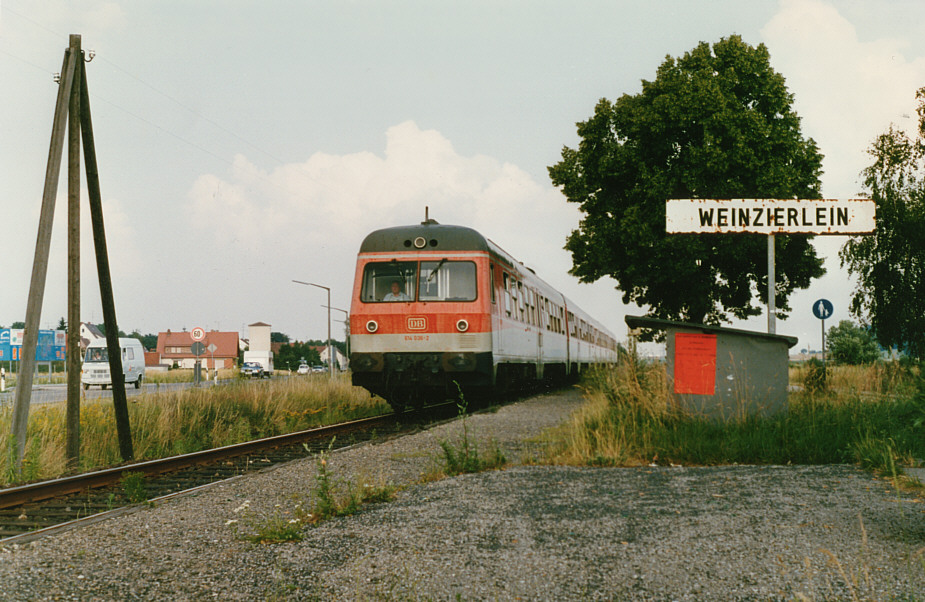
Nahverkehrszug am Haltepunkt Weinzierlein, Juli 1986

Bis zur Fertigstellung der Umgehungsstraße im Jahr 1998 führte der Verkehr auf der Rothenburger Straße direkt durch den Ort. Sie verläuft über Leichendorf nach Zirndorf (4 km östlich) bzw. an Weinzierlein vorbei nach Ammerndorf (4 km westlich). Gemeindeverbindungsstraßen führen nach Bronnamberg (1,1 km nördlich) und nach Lind zur Kreisstraße FÜ 14 (1,8 km südöstlich).
Zwischen dem 22. Mai 1914 und dem 26. September 1986 verband die Bibertbahn den Ort mit der Bahnstrecke Nürnberg–Crailsheim, der Haltepunkt befand sich auf der Ortsgrenze zwischen Wintersdorf und Weinzierlein. Seitdem ist Wintersdorf nur noch durch Buslinien an die U-Bahn Nürnberg an den U-Bahnhöfen Gustav-Adolf-Straße und Fürth Hauptbahnhof sowie an die Rangaubahn am Zirndorfer Bahnhof und die Bahnstrecke Nürnberg–Crailsheim in Anwanden angebunden. Wintersdorf liegt seit Gründung des Verkehrsverbund Großraum Nürnberg (VGN) in dessen Geltungsbereich.